# مارینا هورکا
مارینا هورکا (به لاتین: Marjina Horka) یک منطقهٔ مسکونی در بلاروس است که در منطقه مینسک واقع شده‌است. مارینا هورکا ۸٫۲ کیلومتر مربع مساحت و ۲۱٬۴۴۶ نفر جمعیت دارد و ۱۶۹ متر بالاتر از سطح دریا واقع شده‌است.